# Epipsilia albescens
Epipsilia albescens är en fjärilsart som beskrevs av Sohn-rethel 1929. Epipsilia albescens ingår i släktet Epipsilia och familjen nattflyn. Inga underarter finns listade i Catalogue of Life.